# نومبورن
نومبورن (به آلمانی: Nomborn) یک شهر در آلمان است که در وستروالدکرایس واقع شده‌است.